# Ronni Bar-On
Ronni Bar-On (hébreu רוני בר-און), né le 2 juin 1948, est un homme politique et juriste israélien.

## Carrière politique

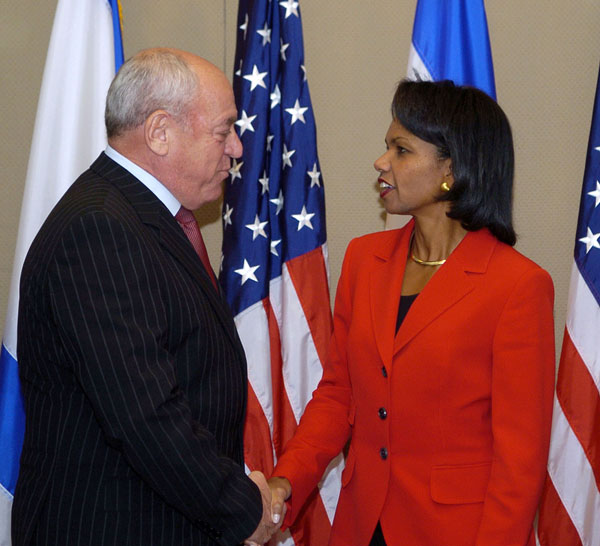
Ronni Bar-On et Condoleezza Rice, le 14 octobre 2007

- en 1997, il est nommé procureur général mais il démissionne après le scandale « Bat-On Hevron » qui expliquait sa nomination pour aider le milieu criminel.
- en 2003, il devient député Likoud à la Knesset. Fin novembre 2005, il quitte le Likoud pour rejoindre le nouveau parti Kadima.
- le 18 janvier 2006, il est nommé Ministre des Infrastructures Nationales et des Sciences et Technologies.
- le 4 mai 2006, il est nommé Ministre de l'Intérieur.
- le 4 juillet 2007, il est nommé Ministre des Finances.